# Johann Martin von Rohden
Johann Martin von Rohden (né le 30 juillet 1778 à Cassel, en Hesse-Cassel et mort à Rome le 9 septembre 1868) est un peintre paysagiste hessois qui fit l'essentiel de sa carrière à Rome en Italie.

## Biographie
Fils de marchand, von Rohden commence ses études à l'académie des Beaux-Arts de Cassel dont il sort diplômé en 1795. À l'âge de 17 ans il part pour Rome grâce à une bourse des souverains de Hesse. Là, il rencontre et étudie auprès de Johann Christian Reinhart. En 1799, il réalise un long voyage en Italie avant de retourner en Allemagne de 1801 à 1802. Il décide cependant de revenir à Rome, travaille avec Joseph Anton Koch, pour vivre dans la province de Rome jusqu'en 1826, mis à part un voyage en Sicile qu'il réalise en 1805 et un séjour en Allemagne.

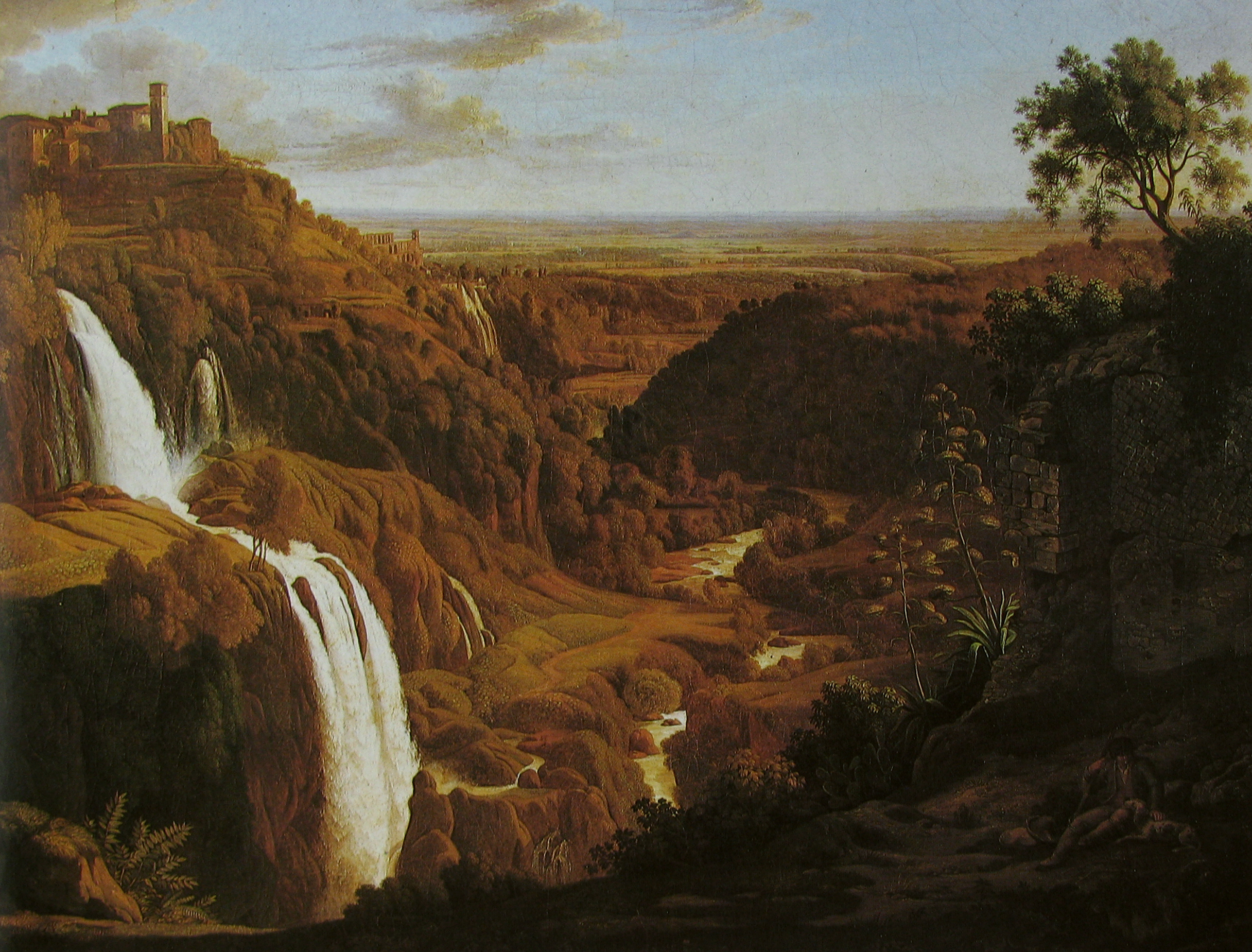
Cascades près de Tivoli (1819) au Museum der bildenden Künste, Leipzig.

En 1811, il rend visite à Goethe à Weimar et se joint un temps au groupe de lecture des frères Grimm à Cassel. En 1812, il retourne à Rome dont il ne partira pas jusqu'en 1826. Durant cette période, il se convertit au catholicisme et épouse la fille du propriétaire de l'auberge de la Sibylle de Tivoli, ville dont il peindra de très nombreuses vues. Avec Johann Georg von Dillis, il devient le premier peintre allemand qui pratique la peinture sur le motif. L'essentiel de ses œuvres a pour modèle les vues de la campagne du Latium, autour de Rome.
En 1826, il se voit offrir le poste de peintre-en-chef à la cour de Hesse-Cassel, mais la vie en Allemagne est difficile pour sa famille. Il obtient l'autorisation de retourner à Rome où il restera jusqu'à la fin de sa vie en étant notamment membre de l'Académie allemande de Rome. Il est inhumé au cimetière teutonique de Rome.